# Henrik Lund (Politiker)
Frederik Louis Jørgen Henrik Lund (* 17. März 1939 in Qaqortoq; † 2003) war ein grönländischer Politiker (Siumut), Generalkonsul und Journalist.

## Leben
Henrik Lund war der Sohn des Katecheten Niels Jakob Louis Lund (1900–1979) und dessen Ehefrau Magdalene Bolette Ane Lynge (1902–?). Sein Großvater war der Dichter Henrik Lund (1875–1948). Seine Mutter war die Schwester von Augo Lynge (1899–1959). Er selbst heiratete am 21. Juni 1968 die Pädagogin Bente Svenningsen (* 1941). Die Ehe wurde am 30. Juni 1985 geschieden. Am 9. August 1992 heiratete er in zweiter Ehe die 32 Jahre jüngere Büroassistentin Maria Ottosen (* 1970).
Henrik Lund wurde in Nuuk und Skive zum Lehrer ausgebildet und studierte an der Universität Island.
Er war von 1975 bis 1993 und von 1997 bis 2001 Bürgermeister der Gemeinde Qaqortoq, lediglich unterbrochen von Isak Trolle. Von 1989 bis 1993 war er zudem Ratsmitglied der Gemeinde Narsaq.
Er war vielfach engagiert als Gründer der Fischfabrik Avataq, Mitgründer der Grönlandsgerberei Kalaallit Nunaata Ammerivia, Vorsitzender der Arctic Hotel Corporation, Aufsichtsratsmitglied der Schäferstation Upernaviarsuk, der Sulisartut Højskoliat und des Steuerrats, als Kulturaustauscharrangeur zwischen Island und Grönland und Generalkonsul Islands. Weiterhin war er Redakteur der Zeitung Kujataamiu, Korrespondent des Morgunblaðið, Gründer und Vorsitzender des Kulturhauses Puilasoq, was ihn zum Kulturvermittler zwischen Grönland und Skandinavien machte, und der Kulturwoche in Qaqortoq.
Er war Träger des Dannebrogordens und wurde am 21. Juni 1997 mit dem Nersornaat in Silber ausgezeichnet.